# پرنسس کارابو
مری بیکر (انگلیسی: Mary Baker؛ نام خانوادگی قبل ازدواج: ویلکوز، زادهٔ ۱۱ نوامبر ۱۷۹۲ (ادعا شده))، ویتریج، دوونشایر – درگذشتهٔ ۲۴ دسامبر ۱۸۶۴، بریستول، انگلیس) یک فریبکار شناخته شده بود. بیکر ژست یک شاهزاده‌خانم خیالی به نام پرنسس کارابو (انگلیسی: Princess Caraboo) را گرفت. بیکر وانمود کرد که از یک پادشاهی از جزیره‌ای بسیاز دور آمده‌است. بیکر برای چند ماه یک شهر در بریتانیا را فریب داد.

## زندگی‌نامه

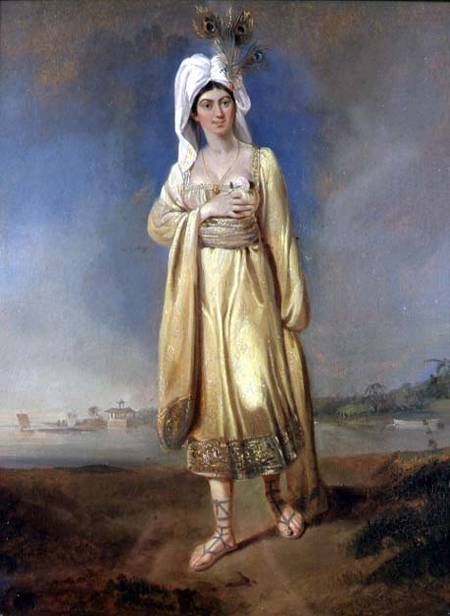
"شاهزاده‌خانم کارابو"، نقاشی شده توسط ادوارد برد (روغن روی صفحه، ۱۸۱۷)

در ۳ آوریل ۱۸۱۷، یک کفاش در آلمندزبری در گلاسترشر انگلیس، با یک زن جوان ظاهراً گمراه شده که لباس عجیب و غریبی داشت و به زبانی نامفهوم صحبت می‌کرد، ملاقات کرد. همسر کفاش این غریبه را نزد نظارت‌گر فقیران برد، کسی که او را در اختیار دادستان محلی منطقه، ساموئل ورل قرار داد. سامویل ورل در پارک نول در منطقه‌ای که تاور هاوس در آنجا واقع شده بود زندگی می‌کرد. ورل و همسر آمریکایی وی الیزابت نیز نتوانستند متوجه او بشوند. آنچه آن‌ها مشخص کردند این بود که او خود را کارابو می‌نامید و به تصاویر چینی علاقه‌مند بود. آنها او را به مسافرخانه محلی فرستادند و در آنجا وی نقاشی یک آناناس را با کلمه "nanas" به معنی آناناس در زبان اندونزیایی شناسایی کرد و اصرار داشت روی زمین بخوابد. ساموئل وورال اعلام کرد که او یک گدا است و باید او را به بریستول ببرند و برای ولگردی محاکمه کنند.
در طول مدت زندانی بودن او، یک ملوان پرتغالی به نام مانوئل ایونسو (یا اینس) گفت که او به زبان او صحبت می‌کند و داستان او را ترجمه کرد. به گفته ایونسو یا اینس او پرنسس کارابو از جزیره جاواسو در اقیانوس هند بود. او توسط دزدان دریایی تصاحب شده بود و پس از یک سفر دریایی طولانی در کانال بریستول از عرشه پریده بود و به ساحل شنا می‌کند.
وورال‌ها کارابو را به خانه خود بردند. به مدت ده هفته، این نماینده اشرافی‌گری عجیب و غریب مورد علاقه بزرگان محلی بود. او از تیر و کمان استفاده کرد، حصارکشی کرد، برهنه شنا کرد و به درگاه خدایی دعا کرد، که او را الله-طلا نامید (نوعی هجی از الله تعالی ، «خدا متعال،» یکی از نام‌های رسمی برای خدا در اسلام). او لباس عجیب و غریب بر تن کرد و پرتره‌اش در روزنامه‌های محلی نقاشی و بازتولید شد. صحت او توسط دکتر ویلکینسون تأیید شد. وی زبان خود را با استفاده از پانتوگرافی ادموند فرای شناسایی کرد و اظهار داشت که علائم پشت سر او کار جراحان شرقی است. روزنامه‌ها داستان‌هایی دربارهٔ ماجراهای پرنسس کارابو منتشر کردند که باعث شد او را در سطح ملی شد.

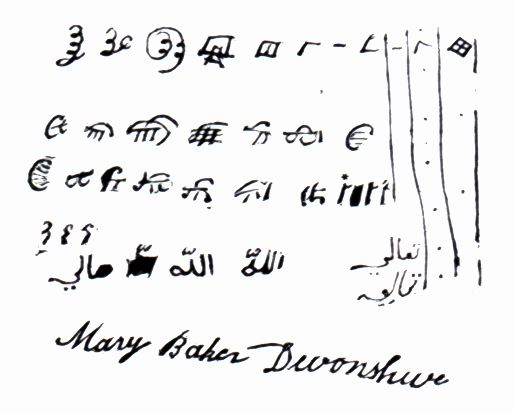
نوشتار بیکر به زبان جاواسو

سرانجام حقیقت آشکار شد. یک نگهبان مهمانخانه شبانه‌روزی، خانم نیل، او را از تصویری که در مجله بریستول شناخت و میزبانان او را در جریان گذاشت. در حقیقت این شاهزاده‌خانم ماری ویلکوز، دختر کفاشی اهل ویتریج، دوون بود. او یک دختر نوکر در اطراف انگلستان بوده‌است اما جایی برای اقامت پیدا نکرده‌است. او زبان ساختگی خود را از کلمات خیالی و کولی ابداع کرد و یک شخصیت و داستان و شخصیت‌هایی عجیب و غریب را خلق کرد. علائم عجیب و غریب روی سر او زخم‌های ناشی از عمل حجامت خام در یک بیمارستان فقیرنشین در لندن بود. مطبوعات انگلیس بسیاری از فریب‌ها را به قیمت تهییج طبقه متوسط روستایی انجام دادند. خانم وورال به او رحم کرد و مقدمات سفر او به فیلادلفیا را فراهم کرد و برای همین در ۲۸ ژوئن ۱۸۱۷ عزیمت کرد.